# Koropokkuru
Koropokkuru (em ainu:  コㇿポックㇽ; em japonês:  コロポックル), também escrito como korobokkuru, korbokkur, or koropokkur, koro-pok-guru, são uma raça de pessoas pequenas do folclore do povo Ainu das ilhas do norte do Japão. O nome é tradicionalmente analisado como sendo composto por três partes: kor ou koro (Petasites, uma planta da família Asteraceae, também chamada de Fuki), pok ("embaixo"), e kur ou kuru ("pessoa") e interpreta-se como "pessoa embaixo da folha de Fuki" na língua Ainu.
Os Ainu acreditam que os koropokkuru habitavam aquelas ilhas antes dos próprios Ainu. Eram de estatura baixa, ágeis, e habilidosos na pesca. Viviam em covas na terra com teto feito de folhas de Fuki.
No passado, os koropokkuru viviam em harmonia com os Ainu, lhes enviando cervos, peixe e praticando a troca de bens com os nativos. Os pequeninos, no entanto, odiavam ser vistos, então faziam as suas entregas furtivamente durante a noite.
Um dia, um jovem Ainu decidiu que queria ver um koropokkuru com os próprios olhos, então esperou escondido perto da janela onde os presentes costumavam ser deixados. Quando um koropokkuru apareceu para deixar algo ali, o jovem o agarrou pela mão e o levou para dentro de casa. Aconteceu de ser uma bela mulher koropokkuru, que ficou tão furiosa com a grosseria do jovem que o seu povo nunca mais foi visto. Os Ainu acreditam que as covas, cerâmicas e utensílios de pedra dos koropokkuru continuam espalhados pela paisagem.

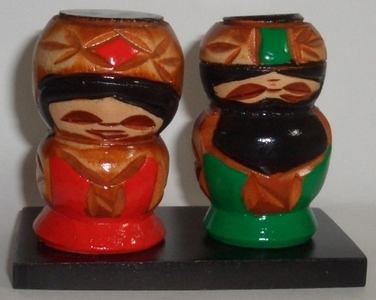
Bonecas koropokkuru de madeira